# Liste der Baudenkmale in Roggenstorf
In der Liste der Baudenkmale in Roggenstorf sind alle denkmalgeschützten Bauten der mecklenburgischen Gemeinde Roggenstorf und ihrer Ortsteile aufgelistet. Grundlage ist die Veröffentlichung der Denkmalliste des Kreises Nordwestmecklenburg mit dem Stand vom 16. September 2020.

## Baudenkmale nach Ortsteilen

### Roggenstorf
| ID   | Lage                   | Bezeichnung                            | Beschreibung | Bild           |
| ---- | ---------------------- | -------------------------------------- | --- | -------------- |
| 1212 | (Karte)                | Kirche                                 | Gotische, einschiffige Backsteinkirche vom 14. Jahrhundert, 1335 erwähnt, eingezogener Chor auf Feldsteinsockel mit Kreuzrippengewölbe, 3 Ostwand-Blenden, quadr. Westturm mit vier Giebeln, achteckiger Helm vom wohl 15. Jh., Innen: weiß ausgemalt, Orgel von 1869. | Weitere Bilder |
| 1206 | Feldmark östlich Nr. 2 | Windmühle m. Wohnhaus u. Speicher      | | Weitere Bilder |
| 1621 | Friedhof               | Gedenkstein von 1858 am Eingang        | |                |
| 1210 | Fritz-Reuter-Straße    | Gedenkstein für Fritz Reuter           | |                |
| 1211 | Fritz-Reuter-Straße    | Kriegerdenkmal 1914/1918               | |                |
| 1207 | Fritz-Reuter-Straße 10 | Scheune                                | |                |
| 1208 | Fritz-Reuter-Straße 17 | Pfarrhaus mit Fritz-Reuter-Gedenktafel | |                |
| 1209 | Fritz-Reuter-Straße 19 | Hallenhaus m. Pfostenstein             | |                |

### Alt Greschendorf
| ID | Lage         | Bezeichnung | Beschreibung | Bild |
| -- | ------------ | ----------- | ------------ | ---- |
| 1  | Dorfstraße 2 | Wohnhaus    |              |      |

### Grevenstein
| ID  | Lage                | Bezeichnung                                                              | Beschreibung | Bild |
| --- | ------------------- | ------------------------------------------------------------------------ | ------------ | ---- |
| 484 | Dorfstraße 11, 2, 3 | Gutsanlage, Gutshaus, Stallscheune u. ehem. Tagelöhnerkate und Trafohaus |              |      |

### Rankendorf
| ID   | Lage                  | Bezeichnung                                | Beschreibung                                                                                                   | Bild           |
| ---- | --------------------- | ------------------------------------------ | --- | -------------- |
| 1087 | Kalkhorster Weg 19/20 | Räucherhaus                                | Quadr. Feldsteinturm von 1856 mit Pyramidendach, Anbau wie ein Schiff in Wohnungen unterteilt.                 | Weitere Bilder |
| 1625 | Dassower Straße 6     | Landarbeiterkaten                          | |                |
| 1086 | Dorfstraße 1          | Gutsanlage mit Park                        | Sanierter, 2-gesch. Putzbau von um 1870 mit 3-gesch. Turm und Sockelgeschoss, Fachwerkscheunen mit Krüppelwalm | Weitere Bilder |
| 1622 | Dorfstraße 3          | zwei Pfostensteine (Flur 1, Flurstück 561) | |                |

### Tramm
| ID   | Lage         | Bezeichnung                | Beschreibung                                  | Bild       |
| ---- | ------------ | -------------------------- | --------------------------------------------- | ---------- |
| 1419 |              | Sühnestein                 | Steht eigentlich in der Gemeinde Stepenitztal | Sühnestein |
| 1528 | Dorfstraße 3 | Niederdeutsches Hallenhaus |                                               |            |
| 1529 | Dorfstraße 8 | Fachwerkkaten              |                                               |            |

## Ehemalige Denkmale

### Roggenstorf
| ID   | Lage                           | Bezeichnung                 | Beschreibung | Bild |
| ---- | ------------------------------ | --------------------------- | ------------ | ---- |
| 1213 | Moorer Straße 5a (ehem. Nr. 7) | Scheune (ehem. Pferdestall) |              |      |

### Rankendorf
| ID   | Lage | Bezeichnung             | Beschreibung | Bild |
| ---- | ---- | ----------------------- | ------------ | ---- |
| 1088 |      | Litzendorf-Gedenkstätte |              |      |

## Quelle
- Denkmalliste des Landkreises Nordwestmecklenburg (Stand: 9. November 2023; PDF, 1,2 MByte)